# Thelidium xyloderma
Thelidium xyloderma är en lavart som beskrevs av Norman. Thelidium xyloderma ingår i släktet Thelidium, och familjen Verrucariaceae. Arten har ej påträffats i Sverige.